# Massimino
Massimino (ligur nyelven Mascimin) település Olaszországban, Liguria régióban, Savona megyében. Lakosainak száma 97 fő (2023. január 1.). Massimino Calizzano, Murialdo, Perlo és Bagnasco községekkel határos.

## Népesség
A település lakossága az elmúlt években az alábbi módon változott:
| Lakosok száma | 105  | 103  | 97   |
|               | 2017 | 2018 | 2023 |